# Coleophora sylvaticella
Coleophora sylvaticella é uma espécie de mariposa do gênero Coleophora pertencente à família Coleophoridae.